# Церковь Владимирской иконы Божией Матери (Мытищи)
Церковь Владимирской иконы Божией Матери — православный храм Мытищинского благочиния Московской епархии. Расположен на бывшей Троицкой дороге, ныне — Ярославское шоссе.

## История.
В 1713 году в селе Мытищи освящён придел Николая Чудотворца, а в 1735 году упоминается церковь во имя Пресвятой Богородицы Владимирской с приделом Николы Чудотворца. Кирпичный храм типа «восьмерик на четверике» с трёхчастной апсидой и трапезной принадлежит к памятникам московского барокко. В 1817—1819 годах церковное здание подверглось основательному ремонту. В ходе его были разобраны из-за ветхости колокольня и притвор трапезной, взамен которых поставлена каменная трапезная и новая круглая колокольня о семи колоколах. Она стала самой высокой постройкой, которая привлекала общее внимание. Около церкви было кладбище, где была похоронена кормилица Александра II Евдокия Гавриловна Карцева (1794—1845). Церковные приделы построены в 1832 году (северный) и в 1899 году (южный, по проекту архитектора Бориса Шнауберта). 
После 1917 года церковь была закрыта властями на несколько лет. В 1925 году, согласно договору с Московским уездным Советом рабочих, крестьянских и солдатских депутатов, в селе Большие Мытищи была зарегистрирована христианская община храма Владимирской иконы Пресвятой Богородицы. Деятельность общины продолжалась до 1935 года, после чего храм был захвачен обновленцами. Весной 1941 года Владимирская церковь была закрыта. Долгое время в перестроенном храме был завод. В 1941 году колокольня была снесена, так как служила ориентиром для фашистских войск. С 1968 года в храме расположился склад ГУВД. 20 июня 1991 года после долгого перерыва в церкви состоялась первая служба. В 2000 году колокольня была восстановлена.
С января 1991 по июль 2001 года настоятелем храма был Александр (Агриков), в будущем епископ Русской православной церкви, митрополит Брянский и Севский.
При храме действует воскресная школа.